# Марийская литература
Мари́йская литерату́ра — литература народа мари на марийском языке.

## Марийская литература в XVIII веке
Первые письменные тексты на марийском языке (стихотворения и оды) — были изданы в XVIII веке. Это были работы по изучению быта, истории, проводимые Российской академией наук. Тогда же благодаря усилиям учёных создавались многоязычные словари разных народов России Г. Миллера, Д. Руднева-Дамаскина, П. Палласа и др., в которые входили и марийские слова.

## Марийская литература в XX веке. Расцвет
С 1907 по 1913 год в ежегоднике «Марла календарь» («Марийский календарь», Казань) публиковались произведения марийских авторов, в основном поэтические. Позднее появляются драматические, а затем и прозаические работы. На страницах этого ежегодника были впервые опубликованы поэтические произведения С. Чавайна, В. Васильева, Г. Кармазина, Г. Микая.
Среди них наиболее талантливым писателем дореволюционного периода был Сергей Григорьевич Чавайн, в дальнейшем сыгравший основополагающую роль в развитии марийской литературы. Его стихотворение «Ото» («Роща») было написано 2 декабря 1905 года в период учёбы в Казанской учительской семинарии. Эта дата официально признана днём рождения марийской художественной литературы.
У истоков марийской художественной литературы вместе с С. Чавайном стояли В. Васильев-Ӱпымарий, Г. Эвайн (Кармазин), Г. Микай, Н. Мухин, П. Глезденёв, Т. Ефремов (Удюрминский), В. Мухин-Сави, А. Конаков, П. Эмӓш (Григорьев) и другие. В основе их творчества уже лежали традиции фольклора, они также переводили на родной язык стихотворения А. Пушкина, Н. Некрасова, А. Кольцова, И. Никитина, А. Плещеева, рассказы Л. Толстого, К. Ушинского. В. Колумб откровенно признавался: «Что привело меня в поэзию? Марийский лес… Если перестать бояться леса, он превращается в истинного друга, кормильца и спасителя… В лесу я вслушивался в каждый шорох, чутко ловил его дыхание».
Марийская литература продвинулась вперёд благодаря изданию первых газет на марийском языке: «Война увер» («Военные новости», Вятка, 1915), «Ӱжара» («Заря», 1917), «Йошкар кече» («Красное солнце», 1918), «Марий увер» (Вятка, 1918), «Тул» (Елабуга, 1920) и др. В 1927—1932 годах газета «Марий ял» («Марийская деревня») издавалась в Москве. В 1920-годах стали возникать первые литературно-художественные альманахи и журналы «У илыш», «Кыралшы», «Юк», «Арлан ден Кестен».
После Октябрьской революции пришли в литературу Тыныш Осып, В. Мухин-Сави, Н. Игнатьев, Ш. Осып, М. Шкетан, И. Одар, Я. Элексейн, А. Эшкинин, М. Аюпова и др.
В 1920-е годы начали писать С. Элнет, И. Беляев, С. Эчан, П. Карпов-Пӱнчерский, Дим. Орай, Н. Лекайн, В. Сузы, А. Мичурин-Ятман, М. Иванов-Батрак, И. Ломберский, А. Эрыкан, И. Стрельников, А. Ток, Я. Ялкайн, П. Пайдуш, Н. Тишин, Э. Чапай, А. Пасет и др.
В 1925 году было создано Марийское книжное издательство.
В 1926 году вышел первый номер журнала «У вий» (с 1954 года — «Ончыко»).
22 апреля 1926 года в Марийской автономной области прошло первое в истории марийской литературы областное организационное собрание марийских и русских писателей под председательством А. Эшкинина. В Президиуме собрания работали А. Эшкинин, С. Краснов-Элнет и другие, в Правлении — С. Краснов-Элнет, В. Мухин-Сави, Н. Игнатьев, П. Карпов-Пӱнчерский и другие, в ревкомиссии — М. Шкетан, В. Васильев и другие. В частности, на собрании решался вопрос о создании временного правления Марийской ассоциации писателей. В состав ассоциации на тот момент входили В. Мухин-Сави, А. Эшкинин, М. Шкетан, П. Карпов, С. Краснов, А. Савинов-Эчан, И. Бурдаков, И. Агачёв, П. Ланов, А. Васильев, П. Ягодаров, С. Безбородов.
В 1930 году была образована Марийская ассоциация пролетарских писателей, а с 1934 года начал свою работу марийский Союз писателей как областное отделение Союза писателей СССР.
1930-е годы — время становления в марийской литературе крупных прозаических форм: были созданы повести и романы М. Шкетана, Шабдара Осыпа, C. Чавайна, Я. Ялкайна, Н. Лекайна, Н. Игнатьева и других. Появились прозаические произведения Г. Ефруша, А. Айзенворта, Дим. Орая, А. Мичурина-Азмекея, также публиковали свои стихотворения поэты-фронтовики М. Казаков, С. Вишневский, М. Майн, Г. Матюковский, В. Чалай, В. Элмар, Ш. Булат, П. Першут, А. Бик, Й. Осмин, поэт И. Антонов и другие.
Важной вехой в развитии драматургии стала постановка спектакля по пьесе «Салика» С. Николаева.
В 1937—1938 годах по обвинению в национализме под репрессии попали С. Чавайн, В. Мухин-Сави, О. Ипай, Ш. Осып, Я. Ялкайн, Н. Тишин, А. Эшкинин, Г. Эвайн и др., в лагеря были отправлены Й. Кырла, А. Эрыкан, И. Одар, Н. Игнатьев и др.
19 мая 1939 года состоялось организационное заседание Оргкомитета Союза советских писателей Марийской АССР. На нём присутствовали представитель ОК СКП(б) Платов, литераторы Николаев, Ефруш, Кузнецов, Казаков. Председателем собрания был Платов, а секретарём — Казаков. На этом собрании впервые был выбран ответственный секретарь (председатель) марийского Союза писателей, им стал С. Николаев. Был обсуждён вопрос о проведении совместной с МарНИИ фольклорной экспедиции, участниками которой были выбраны писатели М. Майн, В. Элмар, В. Чалай, М. Казаков. На заседании 8 июня 1939 года М. Казакову было поручено руководство работой с молодыми авторами и заведование Консультбюро, Г. Ефрушу — работа по организации изучения фольклора и выявление народных певцов и сказителей, М. Кузнецову — работа с русскими писателями, В. Сузы — работа с горномарийскими писателями, С. Николаеву — общее руководство и связь с издателями и газетами. На заседании 8 сентября 1939 года была предложена организация литературных страниц в газетах «Марийская правда», «Марий коммуна», «Рвезе коммунист», «Ямде лий». В 1940 году на расширенном заседании Союза писателей были учреждены секции в его структуре: секция поэтов (М. Казаков), секция прозаиков и драматургов (Г. Ефруш), секция русской литераторы (Кузнецов), секция детской литературы (И. Стрельников). Уполномоченным литфонда по Марийской АССР был избран поэт Ш. Булат.
16—18 декабря 1939 года в Йошкар-Оле состоялось I Республиканское совещание писателей Марийской АССР. Ответственным секретарём совещания был писатель С. Николаев, в состав президиума входили Г. Ефруш, С. Николаев, М. Казаков, Дим. Орай, В. Сузы и другие, в состав секретариата — И. Антонов, Ю. Петров, М. Казаков. На совещании прозвучали доклады С. Николаева «О задачах марийской литературы», В. Сузы «О горномарийской литературе», А. Асаева «О драматургии», А. Айзенворта «О прозе и поэзии», К. Четкарёва «О фольклоре». В число членов Союза советских писателей Марийской АССР тогда входили С. Николаев, В. Рожкин, М. Казаков, Дим. Орай, И. Стрельников, А. Айзенворт, Г. Ефруш, Н. Иванов, Н. Лекайн, А. Березин, А. Бик, В. Элмар, М. Майн, Й. Осмин, И. Таныгин, И. Антонов, М. Большаков, В. Чалай, Ш. Булат, К. Четкарёв, И. Казанцев, К. Беляев, В. Сузы, Сорамбай, Г. Лебедев.
14—16 декабря 1940 года в Йошкар-Оле состоялась II Республиканская конференция писателей Марийской АССР под председательством секретаря ОК ВЛКСМ М. Замятина, в которой приняли участие 90 человек, в том числе 38 делегатов. В состав президиума входили литераторы и журналисты В. Сузы, Ф. Малов, Дим. Орай, Н. Бирюков, М. Казаков, М. Евсеева и другие, в редакционную комиссию входили Й. Осмин, Пет. Першут, В. Элмар, А. Березин и др. Большое внимание на конференции было уделено отчёту ответственного секретаря оргкомитета С. Николаева о работе Союза писателей Марийской АССР в июне 1939 — декабре 1940 годов. 12—13 декабря 1943 года в Йошкар-Оле прошло III Республиканское совещание марийских писателей под председательством П. Бирюкова, на котором присутствовало 72 человека. Членами президиума этого совещания стали С. Николаев, М. Майн, Дим. Орай, С. Вишневский, Н. Лекайн, П. Бирюков, В. Бояринова, секретарями совещания были К. Васин и Г. Киканов. На совещании прозвучал доклад С. Николаева «Марийская художественная литература в дни Отечественной войны».
К концу 1941 года из 15 членов союза писателей республики 13 стали фронтовиками. Участниками войны стали многие марийские писатели, среди них: М. Казаков, С. Вишневский, Г. Матюковский, М. Майн, А. Ток, Н. Ильяков, В. Чалай, В. Сузы, Б. Данилов, В. Юксерн, В. Иванов, М. Калашников, Н. Ильяков, И. Казанцев, В. Сапаев, А. Докукин, П. Луков, Ф. Маслов и другие, в боях за Родину погибли А. Айзенворт, С. Эчан, Г. Ефруш, Пет. Першут, Ш. Булат, В. Элмар, П. Лашманов и другие. Членами Союза советских писателей Марийской АССР на ноябрь 1943 года были А. Асаев, К. Беляев, Дим. Орай, А. Айзенворт, Н. Лекайн, Г. Ефруш, Никифор Иванов, Н. Ильяков, М. Казаков, В. Элмар, С. Николаев, Й. Осмин, Пет. Першут, В. Рожкин, В. Сузы, М. Майн, И. Стрельников, И. Ломберский, Ш. Булат и другие.
25—26 июня 1945 года в Йошкар-Оле состоялось IV Республиканское совещание писателей республики, на котором для 60 присутствовавших прозвучал доклад ответственного секретаря совещания С. Николаева об итогах X Пленума правления Союза писателей СССР и задачах марийской литературы в послевоенное время. Также на совещании был освещён доклад преподавателя марийского языка и литературы Марийского педагогического института Т. Г. Шуркановой о творчестве горномарийского поэта К. Беляева в годы войны. В президиуме совещания заседали писатели С. Николаев, И. Стрельников, К. Беляев, филолог Т. Г. Шурканова и другие.
В 1951 году марийскому поэту М. Казакову, единственному в истории марийской литературы, за сборник стихотворений «Поэзия — любимая подруга» была присуждена Сталинская премия III степени (после смерти Сталина — Государственная премия СССР).
В 1954 году литературным творчеством стал заниматься Пётр Эсеней.
В 1957 году было учреждено почётное звание «Народный писатель Марийской АССР», первым народным марийским писателем стал Н. Лекайн.
29—30 августа 1958 года в республике прошёл I съезд писателей Марийской АССР, на котором присутствовали более 30 литераторов республики. Председателями съезда были В. Столяров, Н. Лекайн, С. Николаев, секретарями — М. Калашников, В. Чалай, В. Сузы. Ответственный секретарь Союза писателей С. Вишневский зачитал отчёт правления Союза о проведённой работе, также прозвучали доклады «О состоянии марийской прозы» (А. Асаев), «О состоянии марийской драматургии» (С. Николаев), «О состоянии марийской поэзии» (М. Казаков). Это был первый съезд марийских писателей, на котором выступали приглашённые писатели из других регионов страны: С. Шавлы (Чувашия), В. Садовников (Удмуртия), Б. Гиззат (Татарстан), А. Микишкин (Башкирия), Т. Боровиков (Москва, Оргкомитет Союза писателей РСФСР).
В 1960 году было учреждено звание «Народный поэт Марийской АССР», первым народным марийским поэтом стал М. Казаков.
29—30 марта 1963 года — II съезд марийских писателей. На съезде присутствовали 30 членов Союза писателей, более 100 молодых литераторов, около 100 журналистов, художников, композиторов, преподавателей и студентов, а также партийных работников. Членами Президиума съезда стали партийные работники П. А. Алмакаев, И. А. Новосёлов, А. И. Казакова, писатели С. Николаев,А, Асаев, М. Казаков, А. Волков, В. Бояринова. Т. Осып, А. Канюшков, М. Рыбаков, председатель Союза художников республики А. П. Зарубин и другие. В секретариат вошли С. Ибатов, М. Калашников, А. Юзыкайн. Съезд также проходил с участием советских писателей А. Кешокова, С. Шакира (Татарстан), А. Мирзагитова (Башкирия), С. Самсонова (Удмуртия), Н. Черапкина (Мордовия), И. Воронина (Мордовия), И. Изъюрова (Коми), Н. Васянка (Чувашия). С. Николаев сделал доклад «О состоянии и задачах марийской литературы на современном этапе».
В конце 1950-х — начале 1960-х годов в литературу пришли В. Колумб, И. Горный, З. Каткова, Сем. Николаев, М. Рыбаков, К. Коршунов, М. Якимов, М. Евсеева, В. Любимов, Ю. Чавайн, Е. Янгильдин и др. Стали издаваться журналы «Ончыко» («Вперёд», 1954), «Пачемыш» («Оса», 1957).
В 1960-е — 1970-е годы широкому круг читателей стали известны имена Ю. Артамонова, А. Селина, Ю. Галютина, Э. Анисимова, Н. Егорова, В. Исенекова, Д. Исламова, В. Косоротова и др.
В эти годы развивалась драматургия (пьесы Н. Арбана, М. Рыбакова, С. Николаева, К. Коршунова, А. Волкова, В. Бояриновой и др.).
В 1968 году была учреждена премия Марийского комсомола в области литературы и искусства (позже — Государственная молодёжная премия Республики Марий Эл в области литературы, культуры и искусства им. О. Ипая). Первым её лауреатом среди марийских писателей стал поэт, выпускник Литературного института им. М. Горького В. Колумб.
В 1968 году состоялся III съезд писателей Марийской АССР, участие в котором приняли 34 литератора. В президиуме заседали партийные деятели П. А. Алмакаев, И. В. Кириллов, Ю. Буйлин, министр культуры республики А. В. Краснов, писатели А. Асаев, А. Волков, С. Вишневский, В. Иванов, М. Казаков, Г. Матюковский, Т. Осып, советские писатели Г. Ладонщиков, Р. Палехов, М. Скуратов (Москва), Н. Эркай (Мордовия), В. Давыдов-Анатри (Чувашия). Помимо отчёта о работе Союза писателей за 5 лет С. Николаева, слушатели познакомились с докладами о состоянии и задачах марийской прозы (С. Ибатов), поэзии (С. Вишневский), драматургии (А. Волков).
В 1970-е — 1980-е годы стали публиковаться поэты Ю. Рязанцев, А. Иванова, В. Осипов-Ярча, З. Ермакова, В. Абукаев-Эмгак, Г. Сабанцев-Ояр, В. Изилянова, А. Тимиркаев, прозаики В. Петухов, А. Александров-Арсак, М. Илибаева, Л. Яндаков, В. Бердинский и др.
IV съезд марийских писателей, проходивший в Йошкар-Оле 26 июня 1973 года, собрал 34 члена Союза писателей СССР. Съезд открывал председатель правления Союза писателей Марийской АССР Г. Матюковский, в составе Президиума работали партийные деятели П. Алмакаев, Ю. Буйлин, Г. Водоватов, И. Гусев, Л. Красильников, И. Новосёлов; марийские писатели С. Вишневский, М. Казаков, В. Колумб, А. Крупняков, М. Рыбаков, М. Майн, В. Юксерн; приглашённые писатели Г. Орлов (Чувашия), Ю. Рытхэу, С. Шакир (Татарстан), А. Тяпаев (Мордовия), Я. Хамматов (Башкирия), Г. Ходырев (Удмуртия), В. Синицын (литературный консультант Союза писателей РСФСР). В секретариате съезда трудились З. Каткова, К. Васин и М. Якимов. В самом начале съезда Г. Матюковский зачитал отчёт о работе местного Союза писателей за 5 лет (1968—1973 гг.), затем были озвучены доклады о состоянии и задачах марийской прозы (С. Черных), марийской поэзии (М. Казаков), марийской драматургии (М. Георгина).
23 июня 1978 года, в Йошкар-Оле заседал V съезд писателей Марийской АССР. Открыл съезд критик-литературовед С. Ибатов (Эман). В составе Президиума были: партийные деятели П. Алмакаев, Г. Водоватов, И. Гусев, Л. Красильников, И. Новосёлов, Ю. Софронов, С. Сушенцова, А. Шорникова, В. Оленёв; писатели С. Вишневский, С. Эман, М. Казаков, К. Коршунов, А. Крупняков, Г. Матюковский, Сем. Николаев, М. Рыбаков, В. Юксерн; московские писатели В. Муравьёв, И. Разумневич, А. Смольников, московский литературовед Ю. Прокушев, писатели А. Галкин (Чувашия), И. Калинкин (Мордовия), С. Шакир (Татарстан). В. Юксерн зачитал отчёт о работе марийского Союза писателей за период 1973—1978 гг., С. Вишневский сделал доклад о поэзии.
В литературе 1990-х годов выделяется автобиографическая проза: «Между небом и землёй» (1995) Й. Осмина, «Волны жизни» (1995) А. Волкова, «Жизни век — длинная дорога» (1996) В. Любимова и др.
В 1990-е годы в драматургию пришли новые авторы: Л. Яндаков, Ю. Байгуза, З. Долгова, Г. Гордеев, М. Кудряшов, И. Лобанов и др. Также для зрителей распахнули двери Марийский театр юного зрителя, Горномарийский драматический театр.
1. ↑  Писатели МЭ, 2008, с. 7.
2. ↑  Писатели МЭ, 2008, с. 8—9.
3. ↑  Писатели МЭ, 2008, с. 9.
4. ↑  Писатели МЭ, 2008, с. 10.
5. ↑  ГА РМЭ, Ф. Р-808, оп. 1, д. 1а, л. 1, 10.
6. ↑  ГА РМЭ, Ф. Р-808, оп. 1, д. 3, л. 1
7. ↑  ГА РМЭ, Ф. Р-808, оп. 1, д. 3, л. 2
8. ↑  ГА РМЭ, Ф.Р-808, оп. 1, д. 3, л. 16
9. ↑  ГА РМЭ, Ф. Р-808, оп. 1, д. 3, л. 25—26
10. ↑  ГА РМЭ, Ф. Р-808, оп. 1, д. 3а, л. 1-5.
11. ↑  ГА РМЭ, Ф. Р-808, оп. 1, д. 13, л. 1.
12. ↑  Писатели МЭ, 2008, с. 12.
13. ↑  ГА РМЭ, Ф. Р-808, оп. 1, д. 14а, л. 5.
14. ↑  ГА РМЭ, Ф. Р-808, оп. 1, д. 18, л. 1.
15. ↑  ГА РМЭ, Ф. Р.-808, оп. 1, д. 106а, л. 2
16. ↑  ГА РМЭ, Ф. Р.-808, оп. 1, д. 147, л. 1—3
17. ↑  ГА РМЭ, Ф. Р.-808, оп. 1, д. 207, л. 1, 2, 4—5
18. ↑  ГА РМЭ, Ф. Р.-808, оп. 1, д. 255, л. 1—2
19. ↑  ГА РМЭ, Ф. Р.-808, оп. 1, д. 306, л. 1—4